# Creu de terme de Sant Bartomeu
La creu de terme de Sant Bartomeu és una creu de terme de Sarral (Conca de Barberà), situada a la sortida de la població pel camí de Valls.

## Història
Es tracta d'una reproducció de la creu original, del segle XVI, que estava antigament vinculada a l'ermita de Sant Bartomeu, destruïda el 1929. L’original es troba fragmentada en diferents indrets de la població: el pedestal del conjunt, juntament amb un fust modern i la còpia de la creu, realitzada el 2005 per salvaguardar l'original en millors condicions, s'instal·laren a l’entrada de la població per la carretera de Montblanc; a l'ermita de Sant Cosme i Sant Damià, a un quilòmetre del nucli urbà, hi ha el fust de la creu, utilitzat actualment com ambó del temple; i als baixos del nou ajuntament, hi ha la magolla o capitell hexagonal.
Entre els anys 2003-2005, la creu fou restaurada per l’Escola Superior en Restauració i Conservació de Béns Culturals de la Generalitat de Catalunya a Barcelona.

## Descripció
El pedestal és petit, però conserva l’escut de la vila i la data amb l’any 1582. La magolla, de trets renaixentistes, és octogonal i té representats vuits sants: l'arcàngel sant Miquel i el drac, sant Pere, sant Pau, sant Joan Evangelista, sant Andreu, sant Jaume, sant Tomàs i sant Bartomeu. La creu és gòtica, floronada, amb Jesús crucificat al davant i la Mare de Déu darrera, rodejats de cares d'àngels, estilísticament més moderns que la resta, pel que es devia refer a la segona meitat del segle XVII.